# Némésis (Isaac Asimov)
Pour les articles homonymes, voir Némésis (homonymie).
Némésis est un roman de science-fiction écrit par Isaac Asimov et publié en 1989.

## Résumé
Alors que la conquête spatiale commence, une colonie spatiale, Rotor, fuit le système solaire de la Terre pour s'installer près d'une autre étoile, Némésis, une naine rouge masquée par un nuage de gaz, découverte par une sonde spatiale de Rotor mais non visible pour les habitants du système solaire. Rapidement, les élites de cette nouvelle arche découvrent que Némésis se dirige droit vers la Terre et qu'elle va provoquer sa destruction. Dans l'impossibilité de prévenir la Terre, ils recherchent le moyen d'éviter cette catastrophe.
Et si la solution venait d'Erythro, l'étrange planète que les hommes ont décidé d'explorer, ou alors de cette petite fille qui semble posséder de biens étranges pouvoirs...

## Monde
Il semblerait qu'Isaac Asimov ait voulu intégrer Némésis au reste de son œuvre, aussi on y retrouve quelques éléments clefs tel que les robots.
Le monde décrit ici est pourtant assez peu évolué par rapport à d'autres œuvres d'Isaac Asimov puisque l'Humanité n'est qu'à ses débuts de l'exploration spatiale, les quelques colonies artificielles du système solaire restant résolument attachées à la Terre.
L'intelligence planétaire d'Erythro est remarquable. La planète parvient à communiquer et à interférer avec les humains ; même s'il s'agit de micro-organismes qui forment une sorte d'intelligence collective, l'idée d'une planète entière qui communique, même si elle n'est pas nouvelle (voir l'hypothèse Gaïa ou encore Solaris de Stanislas Lem), est intéressante.

## Personnages principaux
- Eugenia Insigna Fisher, astronome vivant sur Rotor, découvre Némésis
- Crile Fisher, un espion de la Terre
- Marlene Fisher, la fille douée de Crile et d'Eugenia, née sur Rotor
- Dr. Janus Pitt, Gouverneur de Rotor
- Siever Genarr, Chef du dôme installé sur Erythro
- Tessa Anita Wendel, physicienne en provenance de la colonie spatiale Adelia